# ريجنالد روبنسون
ريجنالد روبنسون (بالإنجليزية: Reginald Robinson)‏ هو ملحن أمريكي، ولد في 19 أكتوبر 1972 في شيكاغو في الولايات المتحدة.

## وصلات خارجية
- ريجنالد روبنسون على موقع ميوزك برينز (الإنجليزية)
- ريجنالد روبنسون على موقع أول ميوزيك (الإنجليزية)
- ريجنالد روبنسون على موقع ديسكوغز (الإنجليزية)